# Mbalo
Mbalo oder Embaloh ist eine im Bezirk Kapuas Hulu in der Provinz Kalimantan Barat gesprochene Sprache. Sie gehört zu den malayo-polynesischen Sprachen. Die Sprache ist außer mit Taman mit keiner anderen Sprache auf Borneo enger verwandt. Adelaar und Himmelmann (2005) betrachten sie als mit dem Buginesischen, einer südsulawesischen Sprache, näher verwandt.
Ein Dialekt oder eventuell eine eigene Sprache ist Kalis (Kalis Maloh).